# Regional Municipality of Halton

Gemeinden der Greater Toronto Area

Die Regional Municipality of Halton, auch als Halton Region bekannt, ist eine Regional Municipality (Regionalgemeinde) im Südwesten der kanadischen Provinz Ontario. Hauptort und Sitz des Regionalrates ist Milton. Die Einwohnerzahl beträgt 548.435 (Stand: 2016), die Fläche 964,05 km², was einer Bevölkerungsdichte von 568,9 Einwohnern je km² entspricht.
Halton gehört zur Metropolregion Greater Toronto Area sowie zum Ballungsraum Golden Horseshoe. Die Regionalgemeinde liegt westlich von Toronto in den Ausläufern der Niagara-Schichtstufe. Sie wurde 1974 aus Teilen des dem ehemaligen Halton County gebildet, dessen Hauptort Burlington war.
Es befindet sich keiner der aktuellen Provincial Parks in Ontario im Bezirk.
| Wellington County |                                             |             |
|                   | Kompassrose, die auf Nachbargemeinden zeigt | Peel Region |
| Hamilton          | Ontariosee                                  |             |

## Administrative Gliederung

### Städte und Gemeinden
| Ort          | Status | Bevölkerung (2016) |
| ------------ | ------ | ------------------ |
| Burlington   | City   | 183.314            |
| Halton Hills | Town   | 61.161             |
| Milton       | Town   | 110.128            |
| Oakville     | Town   | 193.832            |

### Gemeindefreie Gebiete
Im Bezirk finden sich keine gemeindefreien Gebiete.

### Indianerreservationen
Im Bezirk finden sich keinen Indianerreservationen.